# Liste der Einträge im National Register of Historic Places im Washington County (Wisconsin)

Lage des Washington County in Wisconsin

Die Liste der Einträge im National Register of Historic Places im Washington County in Wisconsin führt alle Bauwerke und historischen Stätten im Washington County auf, die in das National Register of Historic Places aufgenommen wurden.

## Legende
| NRHP | Historic Place    |
| HD   | Historic District |

## Aktuelle Einträge
| [ 2 ] | Name                                                       | Bild                                                       | Eintragsdatum        | Lage | Ort                | Beschreibung                                                        |
| ----- | ---------------------------------------------------------- | ---------------------------------------------------------- | -------------------- | --- | ------------------ | ------------------------------------------------------------------- |
| 0     | Amity Leather Products Company Factory                     | Amity Leather Products Company Factory                     | 2002 ID-Nr. 02000778 | 723-735 South Main Street 43° 24′ 53″ N, 88° 10′ 49″ W | West Bend          |                                                                     |
| 2     | Barton Historic District                                   | Barton Historic District                                   | 1992 ID-Nr. 92000109 | Abgegrenzt durch Harrison Street, Jefferson Street, Barton Avenue, Salisbury Road, Monroe Street und das Ufer des Milwaukee River 43° 26′ 30″ N, 88° 10′ 55″ W | West Bend          |                                                                     |
| 3     | Christ Evangelical Church                                  | Christ Evangelical Church                                  | 1983 ID-Nr. 83004324 | W188 N12808 Fond du Lac Avenue 43° 15′ 2″ N, 88° 9′ 19″ W | Germantown         | 1862 im neugotischen Stil errichtete Kirche                         |
| 4     | Leander F. Frisby House                                    | Leander F. Frisby House                                    | 1985 ID-Nr. 85001363 | 304 South Main Street 43° 25′ 15″ N, 88° 10′ 52″ W | West Bend          |                                                                     |
| 5     | Gadow's Mill                                               | Gadow's Mill                                               | 1974 ID-Nr. 74000136 | 1784 Barton Avenue 43° 26′ 33″ N, 88° 10′ 52″ W | West Bend          |                                                                     |
| 6     | Holy Hill                                                  | Holy Hill                                                  | 1992 ID-Nr. 92000139 | 1525 Carmel Road 43° 14′ 42″ N, 88° 19′ 38″ W | Town of Erin       | 1931 im neuromanischen Stil errichtete katholische Wallfahrtskirche |
| 7     | Kissel’s Addition Historic District                        | Kissel’s Addition Historic District                        | 1988 ID-Nr. 88002071 | Rural Street Ecke West Root Avenue 43° 18′ 57″ N, 88° 22′ 50″ W                                                                                                | Hartford           |                                                                     |
| 8     | Kissel’s Wheelock Addition Historic District               | Kissel’s Wheelock Addition Historic District               | 1988 ID-Nr. 88002072 | Abgegrenzt durch Church Street, Wheelock Avenue, Linden Avenue, Branch Street und Teddy Avenue 43° 18′ 50″ N, 88° 22′ 24″ W                                    | Hartford           |                                                                     |
| 9     | George A. Kissel House                                     | George A. Kissel House                                     | 1988 ID-Nr. 88002075 | 215 East Sumner Street 43° 19′ 3″ N, 88° 22′ 33″ W | Hartford           |                                                                     |
| 10    | Louis Kissel House                                         | Louis Kissel House                                         | 1988 ID-Nr. 88002077 | 407 East Sumner Street 43° 19′ 3″ N, 88° 22′ 26″ W | Hartford           |                                                                     |
| 11    | Otto P. Kissel House                                       | Otto P. Kissel House                                       | 1988 ID-Nr. 88002074 | 124 South Street 43° 18′ 58″ N, 88° 22′ 35″ W | Hartford           |                                                                     |
| 12    | William L. Kissel House                                    | William L. Kissel House                                    | 1988 ID-Nr. 88002073 | 67 South Street 43° 18′ 59″ N, 88° 22′ 37″ W | Hartford           |                                                                     |
| 13    | Lizard Mound County Park                                   | Lizard Mound County Park                                   | 1970 ID-Nr. 70000038 | County Highway A 43° 27′ 48″ N, 88° 8′ 21″ W | Town of Farmington | Gruppe von Mounds aus präkolumbischer Zeit                          |
| 14    | Messer-Mayer Mill                                          | Messer-Mayer Mill                                          | 2007 ID-Nr. 07000500 | 4399 Pleasant Hill Road 43° 15′ 57″ N, 88° 15′ 23″ W | Richfield          |                                                                     |
| 15    | Ritger Wagonmaking and Blacksmith Shop                     | Ritger Wagonmaking and Blacksmith Shop                     | 1982 ID-Nr. 82000717 | 4928 WIS 175 43° 22′ 15″ N, 88° 20′ 2″ W | Hartford           |                                                                     |
| 16    | St. Agnes Convent and School                               | St. Agnes Convent and School                               | 2010 ID-Nr. 10000879 | 1386 Fond du Lac Street 43° 26′ 16″ N, 88° 11′ 6″ W | West Bend          |                                                                     |
| 17    | St. Augustine Catholic Church and Cemetery                 | St. Augustine Catholic Church and Cemetery                 | 1990 ID-Nr. 90000638 | County Highway Y, rund 5 km südlich der Kreuzung des WIS 33 43° 23′ 3″ N, 88° 2′ 28″ W                                                                         | Town of Trenton    | 1856 im neuromanischen Stil errichtete Kirche                       |
| 18    | St. John of God Roman Catholic Church, Convent, and School | St. John of God Roman Catholic Church, Convent, and School | 1979 ID-Nr. 79000117 | E of Kewaskum at 1488 Highland Dr. 43° 30′ 48″ N, 88° 6′ 35″ W                                                                                                 | Boltonville        | 1891 im neugotischen Stil errichtete Kirche                         |
| 19    | St. Peter's Church                                         | St. Peter's Church                                         | 1983 ID-Nr. 83003430 | 1010 Newark Drive 43° 27′ 17″ N, 88° 5′ 11″ W | West Bend          | 1861 errichtete Kirche                                              |
| 20    | Saxonia House                                              | Saxonia House                                              | 2006 ID-Nr. 06000068 | 421 County Highway H 43° 29′ 58″ N, 88° 3′ 23″ W | Town of Farmington |                                                                     |
| 21    | Jacob Schunk Farmhouse                                     | Jacob Schunk Farmhouse                                     | 1983 ID-Nr. 83004325 | Donges Bay Road 43° 12′ 24″ N, 88° 6′ 8″ W | Germantown         |                                                                     |
| 22    | Schwartz Ballroom                                          | Schwartz Ballroom                                          | 1998 ID-Nr. 98000564 | 150 Jefferson Avenue 43° 18′ 37″ N, 88° 22′ 37″ W | Hartford           |                                                                     |
| 23    | Washington County “Island” Effigy Mound District           | Washington County “Island” Effigy Mound District           | 1996 ID-Nr. 96000417 | Adresse nicht veröffentlicht | West Bend          | Gruppe von Mounds im Lizard Mound County Park                       |
| 24    | Washington County Courthouse and Jail                      | Washington County Courthouse and Jail                      | 1982 ID-Nr. 82000718 | 320 South 5th Avenue 43° 25′ 12″ N, 88° 10′ 58″ W | West Bend          |                                                                     |
| 25    | West Bend Chicago and North Western Depot                  |                                                            | 2008 ID-Nr. 08000789 | Veterans Avenue Ecke Willow Lane 43° 25′ 28,1″ N, 88° 10′ 52″ W                                                                                                | West Bend          |                                                                     |
| 26    | West Bend Post Office                                      | West Bend Post Office                                      | 2000 ID-Nr. 00001254 | 607 Elm Street 43° 25′ 28″ N, 88° 11′ 1″ W | West Bend          |                                                                     |